# Tanaostigmodes albitarse
Tanaostigmodes albitarse is een vliesvleugelig insect uit de familie Tanaostigmatidae. De wetenschappelijke naam is voor het eerst geldig gepubliceerd in 1910 door Kieffer.